# Сюрзі
Сюрзі́ (рос. Сюрзи) — присілок в Кезькому районі Удмуртії, Росія.
Населення — 35 осіб (2010; 27 в 2002).
Національний склад станом на 2002 рік:
- удмурти — 89 %

Урбаноніми:
- вулиці — Сюрзинська